# Woodside (Cumbria)
Pour les articles homonymes, voir Woodside.
Woodside est une paroisse civile de Cumbria, située dans le nord-ouest de l'Angleterre.